# 若山裕昭
若山 裕昭（わかやま ひろあき、昭和24年（1949年）‐）は、広島県出身の日本の金工芸術家。日本現代工芸美術展現代工芸賞、日展特選など受賞。日展審査員等も務める。広島市立大学芸術学部名誉教授。

## 略歴
- 1949年（昭和24年） 広島市生まれ
- 1967年（昭和42年） 修道高等学校卒業
- 1973年（昭和48年） 東京藝術大学美術学部工芸科彫金専攻卒業
- 1975年（昭和50年） 東京藝術大学美術学部大学院修了
- 1976年（昭和51年） 東京芸術大学美術学部研究科修了
- 1997年（平成9年） 広島市立大学芸術学部教授
- 2014年（平成26年） 広島市立大学芸術学部名誉教授

## 受賞歴
- 1977年（昭和52年） 日本金工作家協会展 奨励賞
- 1978年（昭和53年） 日本現代工芸美術展現代工芸賞、日本テレビ賞、読売新聞社賞、広島県美展大賞
- 1980年（昭和55年） 日本現代工芸美術展現代工芸会員賞、日本現代工芸美術中国会展広島県知事賞
- 1981年（昭和56年） 日本現代工芸美術中国会展現代工芸会長賞
- 1989年（平成元年） 日本現代工芸美術展東京都教育委員会賞
- 1992年（平成4年） ヒロシマ・アート・グラント'92 受賞
- 1994年（平成6年） 日展特選受賞
- 1998年（平成10年） 日展特選受賞
- 2001年（平成13年） 広島県民文化奨励賞
- 2021年（令和3年）
  - 4月 紺綬褒章受章「南海の楽園」廿日市市に寄贈（市長室に展示）[1]
  - 6月 紺綬褒章飾版受賞「ヒロシマ・フェニックス」（市長公室に展示）、「楽園物語」（JMSアステールプラザ8階に展示）を広島市に寄贈[2]